# Route 218 (Québec)
Pour les articles homonymes, voir R218 et Route 218.
La route 218 (R-218) est une route régionale québécoise d'orientation est / ouest située sur la rive sud du fleuve Saint-Laurent. Elle dessert les régions administratives du Centre-du-Québec et de Chaudière-Appalaches.

## Description
La route 218 débute sur la route 132 à Saint-Pierre-les-Becquets en ayant une orientation nord / sud. Elle adopte une orientation est / ouest quelques kilomètres au sud de son intersection avec l'A-20 à Manseau. Une quarantaine de kilomètres plus à l'est, elle croise successivement les routes 171, 175 et l'A-73 tout en traversant la rivière Chaudière. Elle croise plus loin Saint-Henri et se termine à Saint-Michel-de-Bellechasse sur la route 281 en bordure sud de l'A-20.

Entre l'A-20 et la route 271 à Sainte-Agathe-de-Lotbinière, puis entre la route 269 à Saint-Gilles et le chemin Iberville à Saint-Lambert-de-Lauzon et enfin entre Saint-Charles-de-Bellechasse et la route 281 à Saint-Michel-de-Bellechasse, elle fait partie du réseau local, entretenue par les municipalités qu'elle traverse.

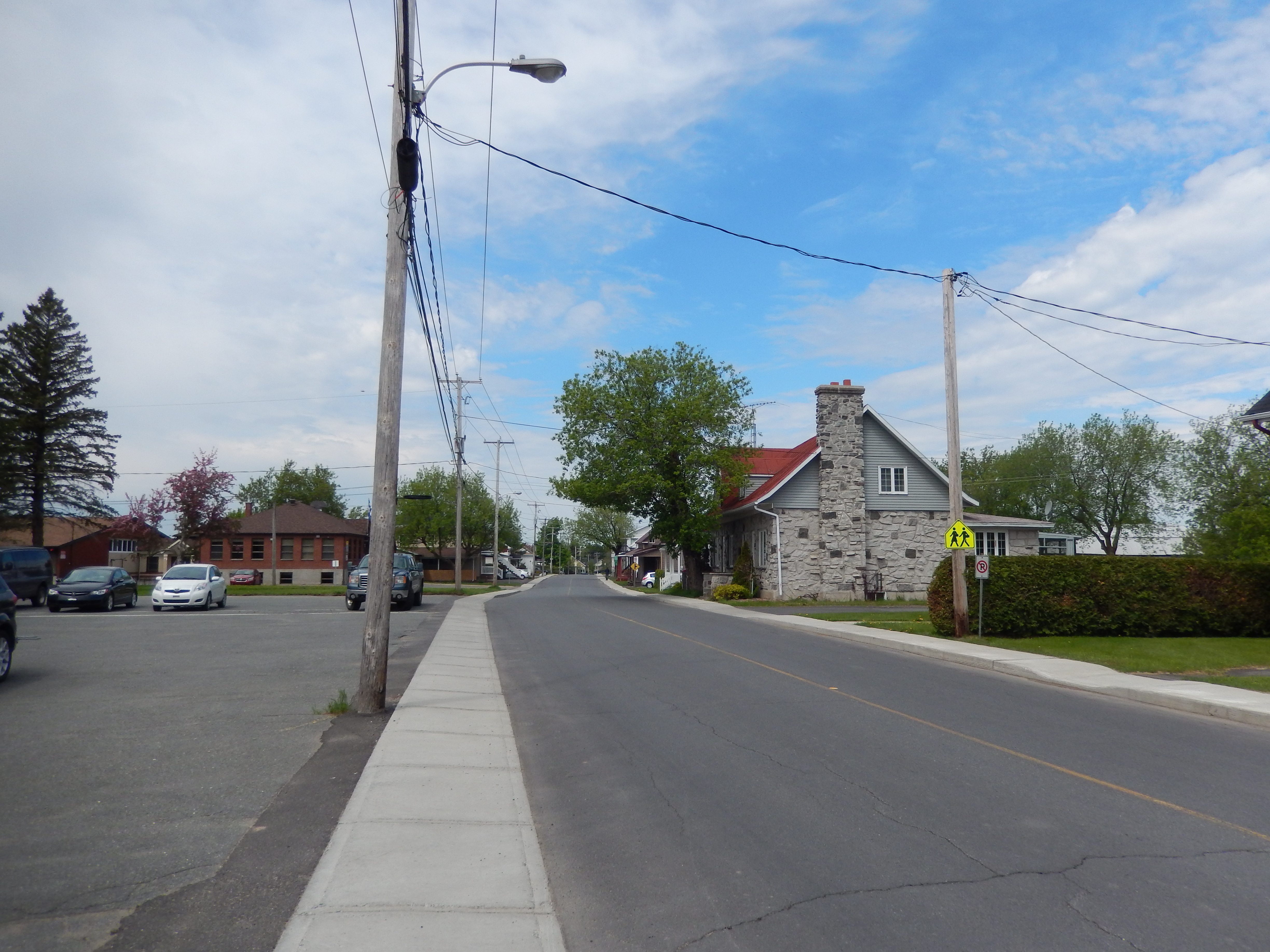
La route 218 dans le village de Notre-Dame-de-Lourdes.
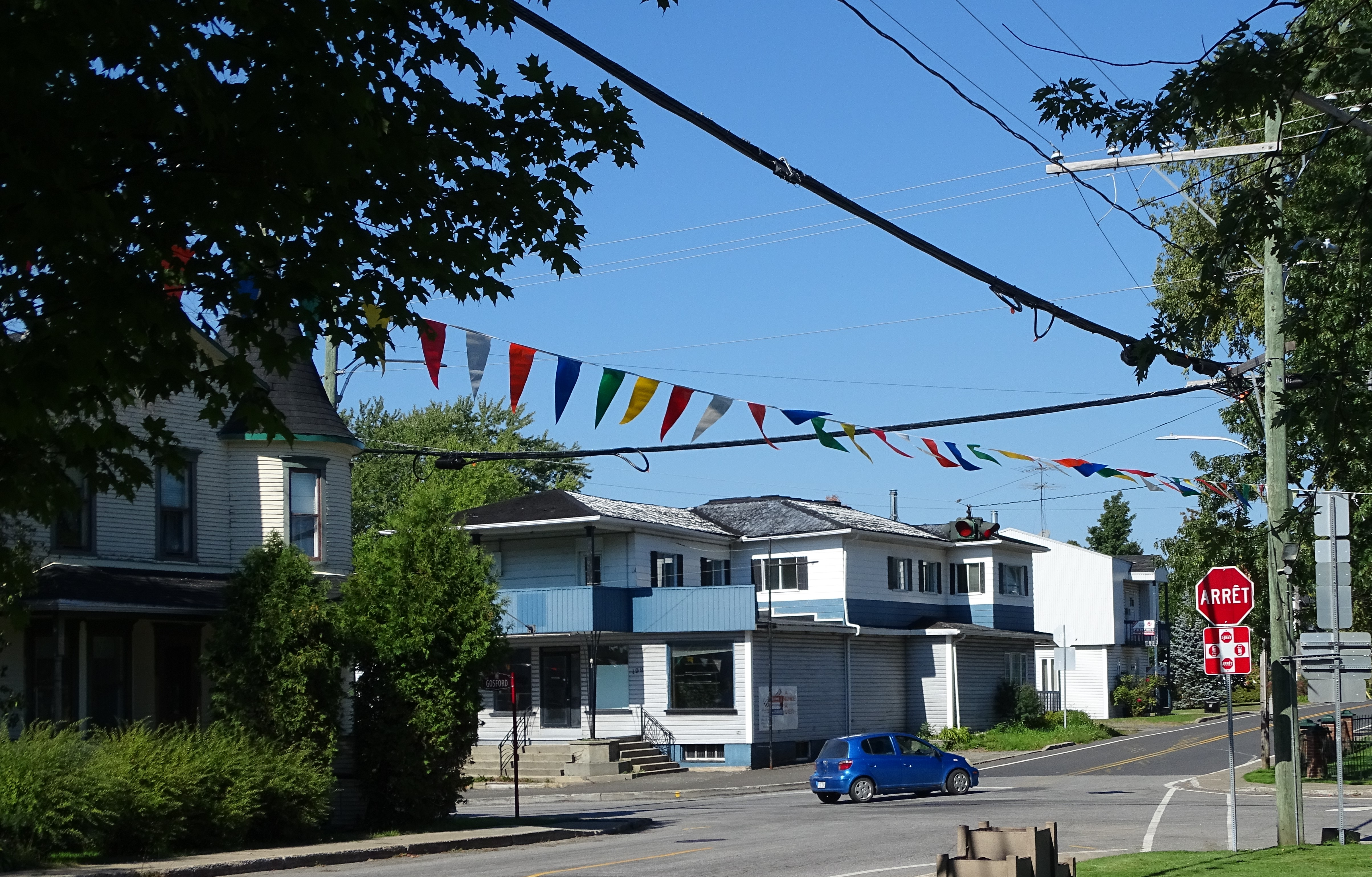
La route 218 partage son itinéraire avec la route 271 à travers Sainte-Agathe-de-Lotbinière.
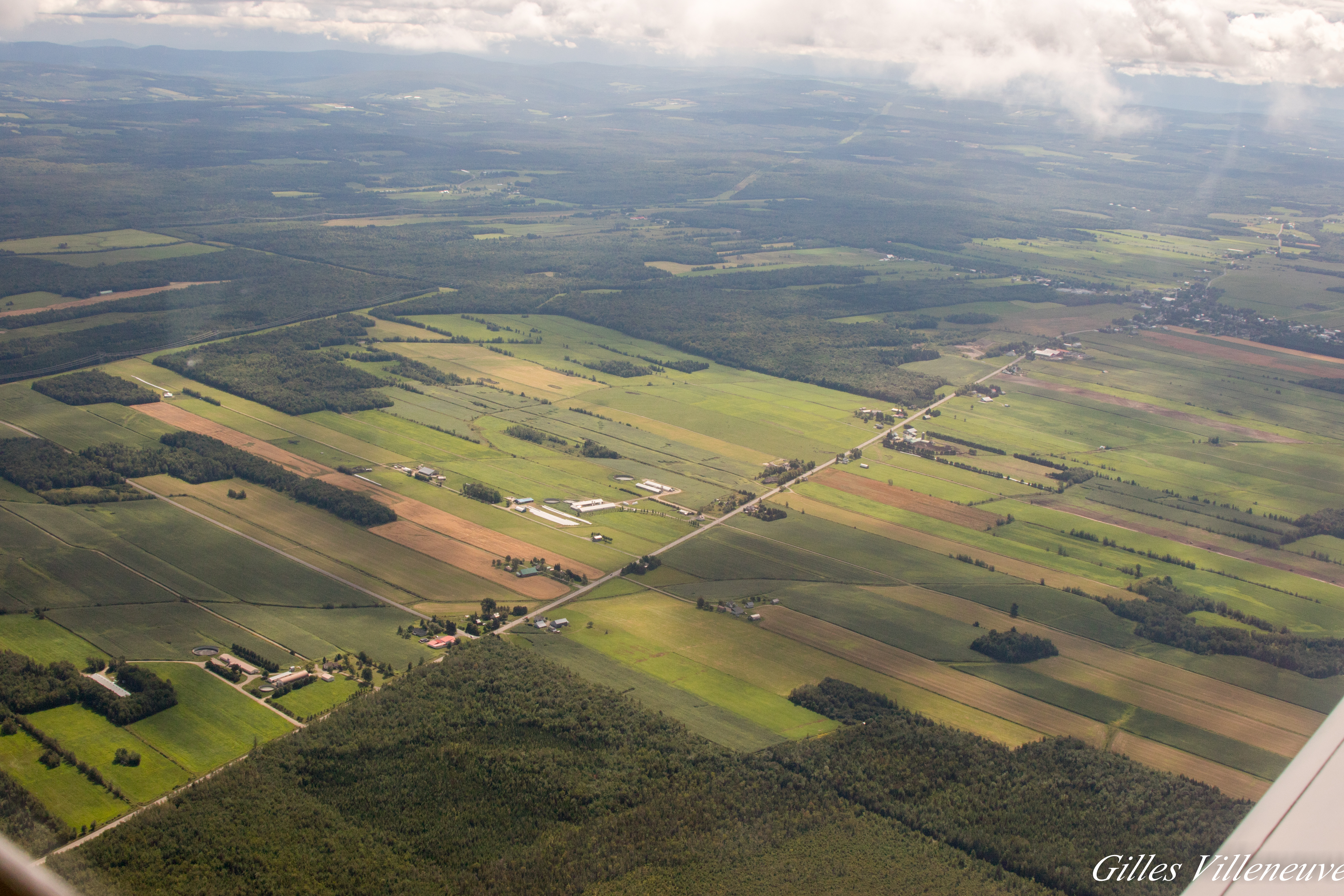
La route 218 reprend une partie du tracé des chemins Craig et Gosford à Sainte-Agathe-de-Lotbinière.
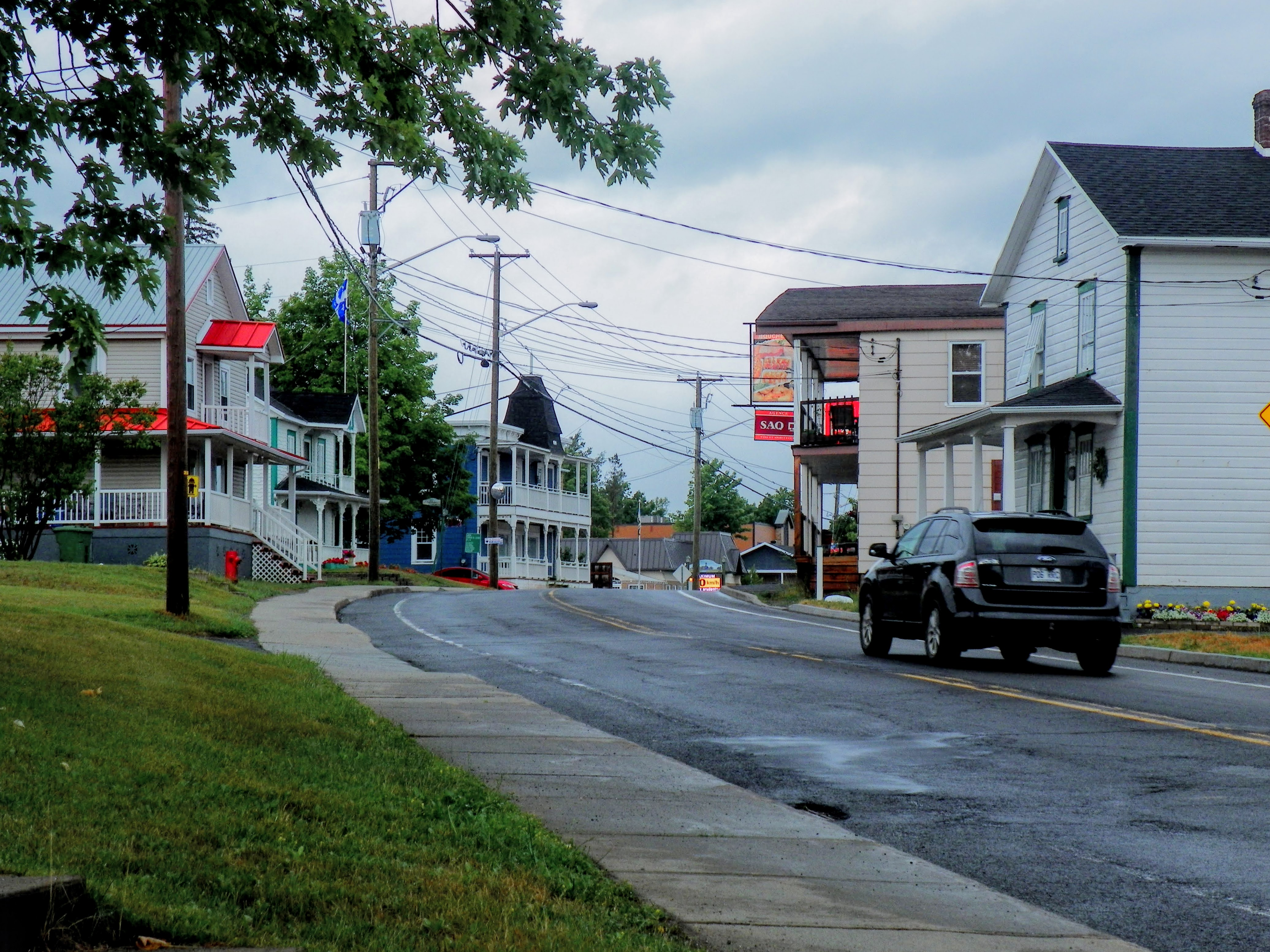
La route 218 partage son itinéraire avec la route 269 à travers Saint-Gilles.
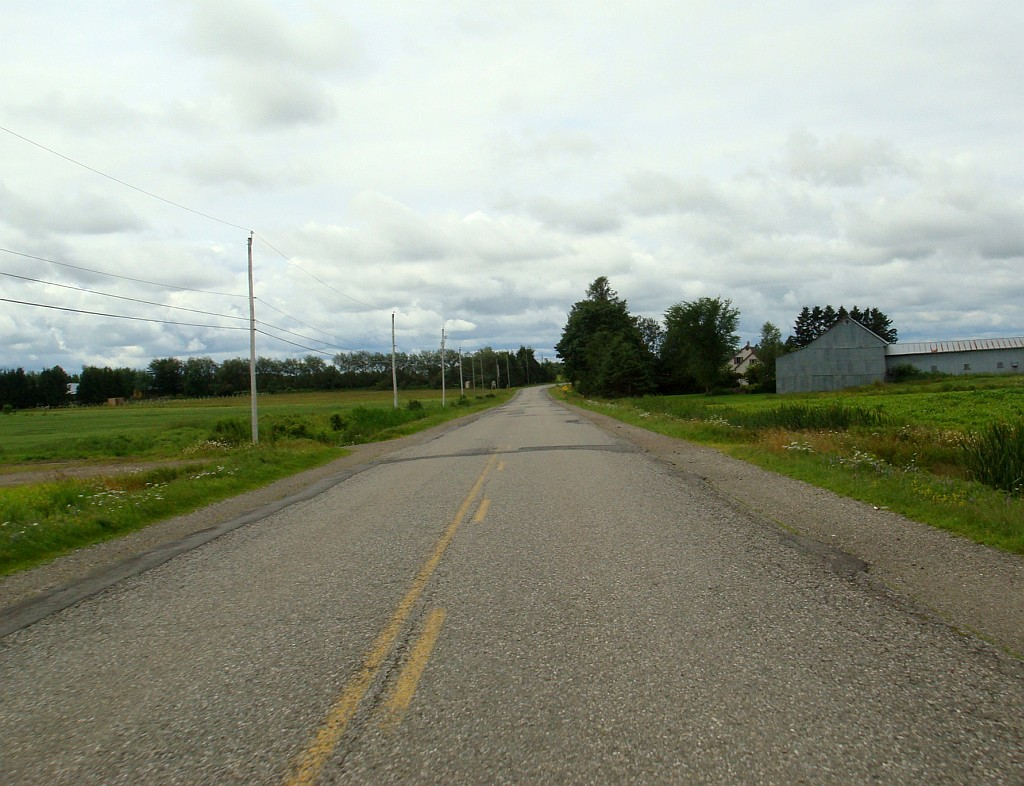
La route 218 entre Saint-Gilles et Saint-Lambert-de-Lauzon.
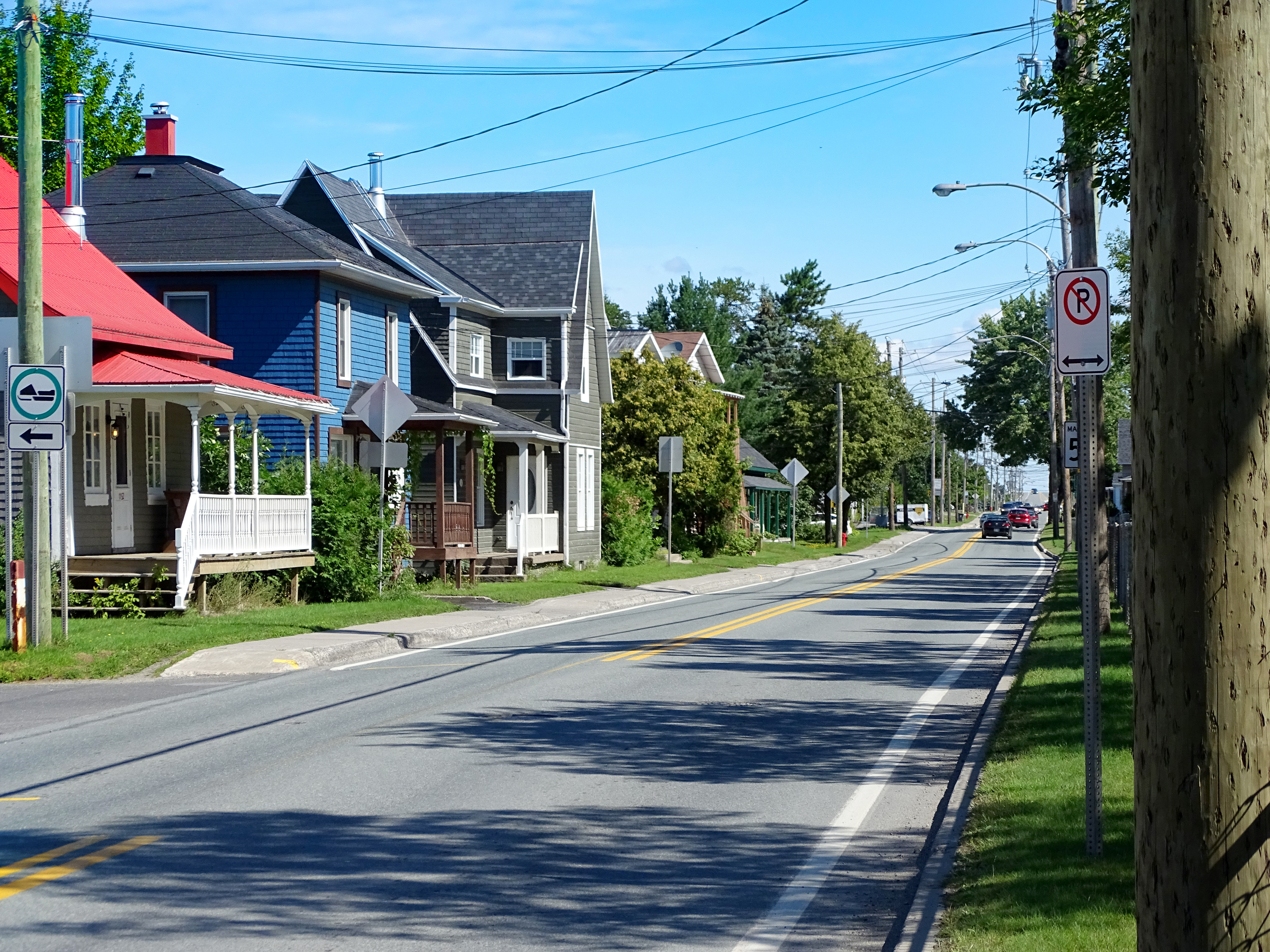
La rue du Pont, à Saint-Lambert-de-Lauzon, est concomitante avec la route 218.
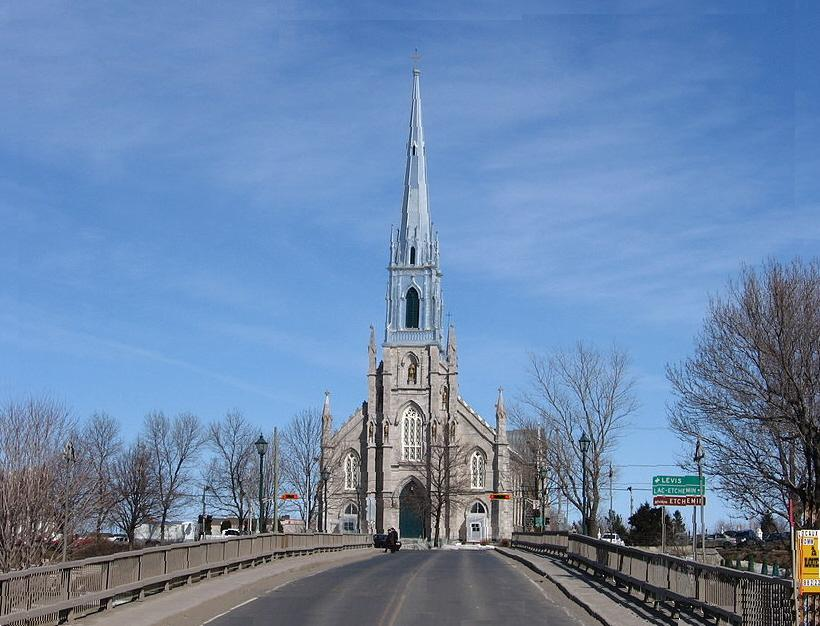
Pont sur la rivière Etchemin dans le village de Saint-Henri.

## Localités traversées (de l'ouest vers l'est)
Liste des localités traversées par la route 218, regroupées par municipalité régionale de comté.

### Centre-du-Québec
Bécancour
- Saint-Pierre-les-Becquets
- Sainte-Cécile-de-Lévrard
- Sainte-Sophie-de-Lévrard
- Manseau

Arthabaska
- Saint-Louis-de-Blandford

L'Érable
- Notre-Dame-de-Lourdes
- Laurierville
- Lyster

### Chaudière-Appalaches
Lotbinière
- Sainte-Agathe-de-Lotbinière
- Saint-Gilles

La Nouvelle-Beauce
- Saint-Lambert-de-Lauzon

Bellechasse
- Saint-Henri
- Saint-Charles-de-Bellechasse
- Saint-Michel-de-Bellechasse

## Intersections majeures
| MRC                     | Municipalité                 | km     | Destinations                                                    | Notes |
| ----------------------- | ---------------------------- | ------ | --------------------------------------------------------------- | --- |
| Bécancour               | Saint-Pierre-les-Becquets    | 0,00   | R-132 – Bécancour, Deschaillons-sur-Saint-Laurent, Sainte-Croix | |
| Bécancour               | Sainte-Sophie-de-Lévrard     | 10,90  | R-226 ouest – Sainte-Marie-de-Blandford                         | Terminus ouest du multiplex avec la R-226                                                                                                   |
| Bécancour               | Sainte-Sophie-de-Lévrard     | 12,60  | R-226 est – Fortierville                                        | Terminus est du multiplex avec la R-226 |
| Bécancour               | Manseau                      | 31,70  | A-20 – Montréal, Québec                                         | Sortie 243 de l'A-20 |
| L'Érable                | Notre-Dame-de-Lourdes        | 42,70  | R-265 – Deschaillons-sur-Saint-Laurent, Plessisville            | |
| L'Érable                | Lyster                       | 61,30  | R-116 ouest – Plessisville, Victoriaville                       | Terminus ouest du multiplex avec la R-116; indications en direction ouest seulement                                                         |
| L'Érable                | Lyster                       | 63,40  | R-116 est – Dosquet, Laurier-Station                            | Terminus est du multiplex avec la R-116; indications en direction est seulement                                                             |
| Lotbinière              | Sainte-Agathe-de-Lotbinière  | 80,30  | R-271 nord – Dosquet, Laurier-Station                           | Terminus ouest du multiplex avec la R-271; Dosquet indiqué en direction est, Laurier-Station indiqué en direction ouest                     |
| Lotbinière              | Sainte-Agathe-de-Lotbinière  | 81,40  | R-271 sud – Saint-Jacques-de-Leeds                              | Terminus est du multiplex avec la R-271 |
| Lotbinière              | Saint-Gilles                 | 93,30  | R-269 sud – Saint-Narcisse-de-Beaurivage, Thetford Mines        | Terminus ouest du multiplex avec la R-269; Saint-Narcisse-de-Beaurivage indiqué en direction est, Thetford Mines indiqué en direction ouest |
| Lotbinière              | Saint-Gilles                 | 97,50  | R-269 nord – Québec, Lévis                                      | Terminus est du multiplex avec la R-269; Lévis indiqué en direction est seulement                                                           |
| La Nouvelle-Beauce      | Saint-Lambert-de-Lauzon      | 112,60 | R-171 – Lévis (Saint-Étienne-de-Lauzon), Scott, Saint-Bernard   | Scott indiqué en direction est, Saint-Bernard indiqué en direction ouest                                                                    |
| La Nouvelle-Beauce      | Saint-Lambert-de-Lauzon      | 113,10 | R-175 nord – Breakeyville                                       | Terminus sud de la R-175; indications en direction ouest seulement                                                                          |
| La Nouvelle-Beauce      | Saint-Lambert-de-Lauzon      | 114,60 | A-73 – Saint-Georges, Québec                                    | Sortie 115 de l'A-73 |
| Bellechasse             | Saint-Henri                  | 125,90 | R-173 sud / R-275 sud – Sainte-Marie                            | Terminus ouest du multiplex avec la R-173 / R‑275; indications en direction est seulement                                                   |
| Bellechasse             | Saint-Henri                  | 126,40 | R-275 nord – Lévis (Saint-Jean-Chrysostome)                     | Terminus est du multiplex avec la R-275 |
| Bellechasse             | Saint-Henri                  | 129,40 | R-173 nord – Lévis                                              | Terminus est du multiplex avec la R-173 |
| Bellechasse             | Saint-Henri                  | 130,30 | R-277 nord – Lévis                                              | Terminus ouest du multiplex avec la R-277                                                                                                   |
| Bellechasse             | Saint-Henri                  | 131,60 | R-277 sud – Saint-Anselme, Sainte-Claire                        | Terminus est du multiplex avec la R-277; Sainte-Claire indiqué en direction est seulement                                                   |
| Bellechasse             | Saint-Charles-de-Bellechasse | 143,00 | R-279 vers A-20 – Beaumont, Saint-Gervais                       | |
| Bellechasse             | Saint-Michel-de-Bellechasse  | 155,10 | R-281 – Saint-Michel, La Durantaye                              | |
| - Terminus de multiplex |                              |        |                                                                 | |